# Umut Dikme
Umut Dervis Dikme (* 3. Februar 2000) ist ein deutscher Snookerspieler aus Ludwigsburg. 2024 wurde er deutscher Meister.

## Leben

### Anfänge
Umut Dikme war schon als Jugendlicher einer der erfolgreichsten Snookerspieler in Deutschland. Ab 2014 wurde er dreimal in Folge U17-Meister und 2018 gewann er den U21-Titel. Er gehörte zur Bundesliga-Mannschaft des BC Stuttgart 1891, der 2014 und 2017 deutscher Mannschaftsmeister wurde. Er trat auch bei internationalen Meisterschaften an. Bei der U18-Europameisterschaft erreichte er 2018 das Halbfinale, das er gegen den späteren Sieger Jackson Page verlor. Er trat im selben Jahr auch bei zwei offenen Profiturnieren an; sowohl beim Paul Hunter Classic in Fürth, als auch bei den Gibraltar Open schaffte er es durch die Amateurqualifikation ins jeweilige Hauptturnier, auch wenn er gegen die Profis danach chancenlos war.
Danach trat er in der Q School und später beim WSF Open an, um sich für die Profitour zu qualifizieren. Trotz des einen oder anderen Achtungserfolgs kam er dabei nicht in die Nähe der Entscheidungen. Weiter zurückgeworfen in seinen Ambitionen wurde er durch die COVID-19-Pandemie, während der das Amateursnooker ruhte. Erst 2022 ging es wieder aufwärts. National gehörte er ohnehin zu den besten Spielern: Er gewann zwei Turniere der German Snooker Tour, eines davon mit einem Finalsieg gegen Ex-Profi Martin O’Donnell. Bei der deutschen Snooker-Meisterschaft stand er in dem Jahr erstmals im Finale. Außerdem vertrat er Deutschland im Snooker bei den World Games in den USA und erreichte das Viertelfinale. Bei der Amateureuropameisterschaft besiegte er Julien Leclercq und Anton Kasakow und kam bis ins Halbfinale, das er gegen den späteren Titelgewinner Andres Petrov verlor. Darüber hinaus reiste er regelmäßig nach England zu den Turnieren der Q Tour, er kam aber der Qualifikation für die Profitour nicht näher.

### Nationale Meisterschaft und Profitourambitionen
In der Saison 2023/24 der Q Tour machte er von sich reden, als er das Turnier in Heilbronn gewann und ein weiteres Finale im englischen Leeds erreichte. Er belegte Platz 4 in der Tourwertung und kam in die Play-offs, verlor dann aber im Halbfinale gegen Mohamed Shehab knapp mit 5:6. Er konnte aber nicht unmittelbar darauf aufbauen und verpasste im Jahr darauf die Play-off-Qualifikation.
Höhepunkt des Jahres 2024 war sein zweites Finale bei der deutschen Meisterschaft. Diesmal besiegte er im letzten Match Simon Lichtenberg mit 4:3 und wurde Titelträger. Nach dem Rückzug des BC Stuttgart trat er außerdem für den 1. SC Mayen-Koblenz in der deutschen Bundesliga an und gewann 2024 und 2025 zwei weitere Mannschaftsmeistertitel.
International war das Viertelfinale bei der WSF Championship 2025 sein bestes Ergebnis in der Spielzeit. In der folgenden Q School gelang ihm danach im ersten Turnier erstmals der Durchmarsch bis ins Gruppenfinale, doch das entscheidende Qualifikationsspiel verlor er gegen Liam Pullen mit 2:4. In Turnier Nummer zwei beendete sein Sieg gegen Anthony Hamilton die 34-jährige Profikarriere des Engländers. Doch eine 3:4-Niederlage gegen Andrew Pagett im Halbfinale verwehrte ihm die Chance, noch einmal um den Toureinzug zu spielen. Von allen Spielern, die sich nicht qualifizieren konnten, hatte er damit noch am besten abgeschnitten, was ihn an die Spitze der Order of Merit brachte. Damit bekam er zwar keinen Profistatus, war aber als erster Nachrücker vorgesehen, sobald bei einem der Ranglistenturniere der World Snooker Tour ein Platz freiblieb.
In der Saison 2025/26 hatte er gleich zu Beginn bei den British Open seinen ersten Einsatz und konnte gegen den 14-jährigen Neuprofi Michał Szubarczyk aus Polen mit 4:3 seinen ersten Sieg erringen. Anschließend besiegte er auch in der Championship League mit Fergal Quinn einen Tourneuling. Außerdem spielte er unentschieden gegen Scott Donaldson und sicherte sich damit noch vor dem erfahrenen Schotten Platz 2 in seiner League-Gruppe.

## Erfolge
International
- Europameisterschaft: Halbfinale 2022
- U18-Europameisterschaft: Halbfinale 2018

National
- Deutscher Meister (2024)
- Deutscher U21-Meister (2018)
- Deutscher U17-Meister (2014, 2015, 2016)
- Deutscher Mannschaftsmeister (2014 und 2017 mit dem BC Stuttgart 1891; 2024 und 2025 mit dem 1. SC Mayen-Koblenz)